# Persone di cognome Wagner
| Questa pagina contiene informazioni ricavate automaticamente dalle voci biografiche con l'ausilio del template Bio e di un bot. L'aggiornamento è periodico e automatico e ricostruisce completamente la pagina. Se manca una persona in questa lista, sei pregato di non aggiungerla, ma accertati piuttosto che la sua voce biografica contenga il template Bio e che i dati anagrafici siano correttamente compilati. Se il template Bio manca, inseriscilo tu stesso o, in alternativa, metti l'avviso {{tmp\|Bio}} che ne segnala la mancanza. Se i dati riportati sono sbagliati, correggi direttamente la voce biografica; le modifiche saranno visibili in questa lista entro pochi giorni. Per chiarimenti vedi il progetto antroponimi. La lista contiene solo le 135 persone che sono citate nell'enciclopedia e per le quali è stato implementato correttamente il template Bio. Pagina aggiornata al 7 ago 2025. |

Questa è una lista di persone presenti nell'enciclopedia che hanno il cognome Wagner, suddivise per attività principale.

## Allenatori di calcio(3)
- David Wagner, allenatore di calcio e ex calciatore tedesco (Geinsheim am Rhein, n. 1971)
- René Wagner, allenatore di calcio e ex calciatore ceco (Brno, n. 1972)
- Sandro Wagner, allenatore di calcio e ex calciatore tedesco (Monaco di Baviera, n. 1987)

## Allenatori di sci alpino(1)
- Hannes Wagner, allenatore di sci alpino e ex sciatore alpino tedesco (n. 1986)

## Altisti(1)
- Jonas Wagner, altista tedesco (Bad Muskau, n. 1997)

## Anatomisti(1)
- Rudolf Wagner, anatomista e fisiologo tedesco (Bayreuth, n. 1805 - Gottinga, † 1864)

## Architetti(2)
- Otto Wagner, architetto e urbanista austriaco (Vienna, n. 1841 - Vienna, † 1918)
- Martin Wagner, architetto e urbanista tedesco (n. 1885 - † 1957)

## Assassine seriali(1)
- Angeli della morte del Lainz, serial killer austriaca

## Astronomi(1)
- Joe Wagner, astronomo statunitense

## Attori(5)
- Chuck Wagner, attore statunitense (Nashville, n. 1958)
- Jack Wagner, attore e cantante statunitense (Washington, n. 1959)
- Lou Wagner, attore statunitense (San Jose, n. 1948)
- Paul Wagner, attore tedesco (Colonia, n. 1899 - Berlino, † 1970)
- Robert Wagner, attore statunitense (Detroit, n. 1930)

## Attrici(5)
- Agnieszka Wagner, attrice polacca (Varsavia, n. 1970)
- Elsa Wagner, attrice tedesca (Tallinn, n. 1881 - Berlino Ovest, † 1975)
- Jill Wagner, attrice, modella e conduttrice televisiva statunitense (Winston-Salem, n. 1979)
- Kristina Wagner, attrice statunitense (Indianapolis, n. 1962)
- Lindsay Wagner, attrice, scrittrice e ex modella statunitense (Los Angeles, n. 1949)

## Bassisti(1)
- Peter Wagner, bassista e cantante tedesco (Herne, n. 1964)

## Biografi(1)
- Adolf Wagner, biografo tedesco (Lipsia, n. 1774 - † 1835)

## Bobbisti(1)
- Hans Wagner, bobbista tedesco (Neubeuern, n. 1949)

## Calciatori(13)
- Camille Wagner, calciatore lussemburghese (Schifflange, n. 1925 - Lussemburgo, † 2014)
- Franz Wagner, calciatore e allenatore di calcio austriaco (n. 1911 - Vienna, † 1974)
- Fritz Wagner, calciatore svizzero (n. 1913 - Küsnacht, † 1987)
- Jean Wagner, ex calciatore lussemburghese (n. 1969)
- Kai Wagner, calciatore tedesco (Geislingen an der Steige, n. 1997)
- Konrad Wagner, calciatore tedesco orientale (n. 1932 - † 1996)
- Manfred Wagner, calciatore tedesco (Monaco di Baviera, n. 1938 - Monaco di Baviera, † 2015)
- Martin Wagner, ex calciatore e procuratore sportivo tedesco (Offenburg, n. 1968)
- Raymond Wagner, calciatore lussemburghese (Dudelange, n. 1921 - Lullange, † 1997)
- Robert Wagner, calciatore tedesco (Lahr/Schwarzwald, n. 2003)
- Roland Wagner, ex calciatore francese (Drusenheim, n. 1955)
- Rudolf Wagner, calciatore austriaco (n. 1871 - † 1910)
- Theodor Wagner, calciatore austriaco (Vienna, n. 1927 - Vienna, † 2020)

## Calciatrici(1)
- Florin Wagner, calciatrice tedesca (Dresda, n. 1994)

## Canoiste(1)
- Katrin Wagner, canoista tedesca (Brandeburgo sulla Havel, n. 1977)

## Cantanti(2)
- Eric Wagner, cantante statunitense (n. 1959 - Las Vegas, † 2021)
- Jasmin Wagner, cantante, attrice e conduttrice televisiva tedesca (Amburgo, n. 1980)

## Cestiste(2)
- Christine Wagner, ex cestista tedesca (n. 1949)
- Stephanie Wagner, cestista tedesca (Karlsruhe, n. 1990)

## Cestisti(7)
- Danny Wagner, cestista statunitense (Henryetta, n. 1922 - Houston, † 1997)
- Guillermo Wagner, cestista messicano (Colonia Dublán, n. 1934 - † 1993)
- Milt Wagner, ex cestista e allenatore di pallacanestro statunitense (Camden, n. 1963)
- Phil Wagner, ex cestista statunitense (n. 1945)
- Dajuan Wagner, ex cestista statunitense (Camden, n. 1983)
- Franz Wagner, cestista tedesco (Berlino, n. 2001)
- Moritz Wagner, cestista tedesco (Berlino, n. 1997)

## Chimici(1)
- Carl Wagner, chimico tedesco (Lipsia, n. 1901 - Gottinga, † 1977)

## Chitarristi(1)
- Dick Wagner, chitarrista e cantante statunitense (Oelwein, n. 1942 - Phoenix, † 2014)

## Ciclisti su strada(1)
- Josef Wagner, ciclista su strada svizzero (Zurigo, n. 1916 - Bad Ragaz, † 2003)

## Circensi(1)
- Maud Wagner, circense statunitense (n. 1877 - Lawton, † 1961)

## Compositori(3)
- Josef Franz Wagner, compositore e direttore d'orchestra austriaco (Vienna, n. 1856 - Vienna, † 1908)
- Richard Wagner, compositore e poeta tedesco (Lipsia, n. 1813 - Venezia, † 1883)
- Siegfried Wagner, compositore e direttore d'orchestra tedesco (Triebschen, n. 1869 - Bayreuth, † 1930)

## Crittografi(1)
- David A. Wagner, crittografo e crittanalista statunitense (n. 1974)

## Direttori della fotografia(2)
- Fabian Wagner, direttore della fotografia tedesco (Monaco di Baviera, n. 1978)
- Fritz Arno Wagner, direttore della fotografia tedesco (Schmiedefeld, n. 1884 - Gottinga, † 1958)

## Direttori di coro(1)
- Roger Wagner, direttore di coro, docente e direttore artistico statunitense (Le Puy-en-Velay, n. 1914 - Digione, † 1992)

## Dirigenti sportivi(1)
- Robert Wagner, dirigente sportivo e ex ciclista su strada tedesco (Magdeburgo, n. 1983)

## Discoboli(2)
- Alwin Wagner, ex discobolo tedesco (Melsungen, n. 1950)
- Jean Wagner, discobolo e pesista lussemburghese (Lussemburgo, n. 1905 - Lussemburgo, † 1978)

## Drammaturghi(1)
- Heinrich Leopold Wagner, drammaturgo tedesco (Strasburgo, n. 1747 - Francoforte sul Meno, † 1779)

## Economisti(1)
- Adolph Wagner, economista tedesco (Erlangen, n. 1835 - Berlino, † 1917)

## Etnologi(1)
- Max Leopold Wagner, etnologo, linguista e filologo tedesco (Monaco di Baviera, n. 1880 - Washington, † 1962)

## Filosofi(1)
- Johann Jakob Wagner, filosofo tedesco (Ulma, n. 1775 - Nuova Ulma, † 1841)

## Fisici(1)
- Herbert Wagner, fisico tedesco (n. 1935)

## Fumettisti(2)
- John Wagner, fumettista britannico (Pennsylvania, n. 1949)
- Matt Wagner, fumettista statunitense (Pennsylvania, n. 1961)

## Generali(2)
- Eduard Wagner, generale tedesco (Kirchenlamitz, n. 1894 - Zossen, † 1944)
- Jürgen Wagner, generale tedesco (Salisburgo, n. 1901 - Belgrado, † 1947)

## Geografi(1)
- Hermann Wagner, geografo tedesco (Erlangen, n. 1840 - Bad Wildungen, † 1929)

## Ginnasti(1)
- Reinhard Wagner, ginnasta e multiplista statunitense (Zettingen, n. 1876 - Waterloo, † 1964)

## Giocatori di baseball(2)
- Honus Wagner, giocatore di baseball e allenatore di baseball statunitense (Chartiers, n. 1874 - Carnegie, † 1955)
- Paul Wagner, ex giocatore di baseball statunitense (Milwaukee, n. 1967)

## Giocatori di football americano(5)
- Bobby Wagner, giocatore di football americano statunitense (Los Angeles, n. 1990)
- Dalton Wagner, giocatore di football americano statunitense (Rockford, n. 1998)
- Johannes Wagner, giocatore di football americano tedesco
- Mike Wagner, ex giocatore di football americano statunitense (Waukegan, n. 1949)
- Ricky Wagner, giocatore di football americano statunitense (West Allis, n. 1989)

## Giocatrici di curling(1)
- Monika Wagner, giocatrice di curling tedesca (Garmisch-Partenkirchen, n. 1965)

## Hockeisti su ghiaccio(1)
- Stan Wagner, hockeista su ghiaccio canadese (Pueblo, n. 1908 - Winnipeg, † 2002)

## Imprenditori(1)
- Wolfgang Wagner, imprenditore e regista teatrale tedesco (Bayreuth, n. 1919 - Bayreuth, † 2010)

## Incisori(1)
- Joseph Wagner, incisore, docente e editore tedesco (Gestratz, n. 1706 - Venezia, † 1780)

## Ingegneri(2)
- Herbert Wagner, ingegnere austriaco (Graz, n. 1900 - Newport Beach, † 1982)
- Karl Willy Wagner, ingegnere tedesco (Friedrichsdorf, n. 1883 - Friedrichsdorf, † 1953)

## Judoka(1)
- Anna-Maria Wagner, judoka tedesca (Ravensburg, n. 1996)

## Lottatori(1)
- Hannes Wagner, lottatore tedesco (n. 1995)

## Matematici(1)
- Klaus Wagner, matematico tedesco (Colonia, n. 1910 - † 2000)

## Medici(1)
- Gerhard Wagner, medico tedesco (Neu-Heiduk, n. 1888 - Monaco di Baviera, † 1939)

## Militari(1)
- Gustav Wagner, militare austriaco (Vienna, n. 1911 - San Paolo, † 1980)

## Modelle(1)
- Destiny Wagner, modella beliziana (Punta Gorda, n. 1996)

## Montatori(1)
- Christian Wagner, montatore statunitense (n. 1942)

## Musicologi(1)
- Peter Wagner, musicologo tedesco (Kürenz, n. 1865 - Friburgo, † 1931)

## Nuotatrici(2)
- Allison Wagner, ex nuotatrice statunitense (n. 1977)
- Tini Wagner, nuotatrice olandese (Amsterdam, n. 1917 - Soest, † 2004)

## Paleontologi(1)
- Johann Andreas Wagner, paleontologo, zoologo e archeologo tedesco (Norimberga, n. 1797 - Monaco di Baviera, † 1861)

## Pallanuotisti(1)
- Josef Wagner, pallanuotista austriaco (Vienna, n. 1886)

## Pallavoliste(1)
- Jessica Wagner, pallavolista statunitense (Cape Coral, n. 1991)

## Paroliere(1)
- Liz Rose, paroliera statunitense (Dallas, n. 1957)

## Patologi(1)
- Ernst Leberecht Wagner, patologo tedesco (n. 1829 - Lipsia, † 1888)

## Patrioti(1)
- Carlo Wagner, patriota e militare svizzero (Meilen, n. 1837 - Pittsburgh)

## Pattinatrici artistiche su ghiaccio(2)
- Ashley Wagner, ex pattinatrice artistica su ghiaccio statunitense (Heidelberg, n. 1991)
- Barbara Wagner, ex pattinatrice artistica su ghiaccio canadese (Toronto, n. 1938)

## Piloti automobilistici(1)
- Louis Wagner, pilota automobilistico, aviatore e calciatore francese (Le Pré-Saint-Gervais, n. 1882 - Montlhéry, † 1960)

## Poeti(1)
- Jan Wagner, poeta tedesco (Amburgo, n. 1971)

## Politiche(1)
- Ann Wagner, politica e ambasciatrice statunitense (Saint Louis, n. 1962)

## Politici(2)
- Adolf Wagner, politico tedesco (Algringen, n. 1890 - Bad Reichenhall, † 1944)
- Robert Heinrich Wagner, politico e militare tedesco (Eberbach, n. 1895 - Belfort, † 1946)

## Presbiteri(2)
- Gerhard Wagner, presbitero austriaco (Wartberg ob der Aist, n. 1954)
- Liborius Wagner, presbitero tedesco (Mühlhausen, n. 1593 - Schonungen, † 1631)

## Produttrici cinematografiche(1)
- Paula Wagner, produttrice cinematografica statunitense (Youngstown, n. 1946)

## Psicologi(1)
- Wladimir Alexandrowitch Wagner, psicologo, zoologo e aracnologo russo (Kaluga, n. 1849 - Leningrado, † 1934)

## Registe teatrali(1)
- Katharina Wagner, regista teatrale tedesca (Bayreuth, n. 1978)

## Registi teatrali(1)
- Wieland Wagner, regista teatrale e scenografo tedesco (Bayreuth, n. 1917 - Monaco di Baviera, † 1966)

## Scenografi(1)
- Robin Wagner, scenografo statunitense (San Francisco, n. 1933 - New York, † 2023)

## Schermidori(2)
- Benedikt Wagner, schermidore tedesco (Bonn, n. 1990)
- Udo Wagner, ex schermidore tedesco (Bautzen, n. 1963)

## Scrittori(5)
- Andreas Wagner, scrittore tedesco (Magonza, n. 1974)
- Bruce Wagner, scrittore e sceneggiatore statunitense (Madison, n. 1954)
- Karl Edward Wagner, scrittore statunitense (Knoxville, n. 1945 - † 1994)
- Richard Wagner, scrittore, giornalista e filologo rumeno (Lovrin, n. 1952 - Berlino, † 2023)
- Roland Charles Wagner, scrittore francese (Bab El Oued, n. 1960 - Laruscade, † 2012)

## Scrittrici(1)
- Jane Wagner, scrittrice, regista e produttrice cinematografica statunitense (Morristown, n. 1935)

## Scultori(2)
- Johann Peter Wagner, scultore tedesco (Obertheres, n. 1730 - Würzburg, † 1809)
- Veit Wagner, scultore francese (Strasburgo)

## Sollevatori(1)
- Adolf Wagner, sollevatore tedesco (Essen, n. 1911 - Essen, † 1984)

## Tenniste(1)
- Anita Wagner, tennista bosniaca (Tuzla, n. 1994)

## Teologi(1)
- Charles Wagner, teologo francese (Vibersviller, n. 1852 - † 1918)

## Tiratori di fune(1)
- Julius Wagner, tiratore di fune e ginnasta tedesco (Reutlingen, n. 1882 - Berna, † 1952)

## Velociste(1)
- Marion Wagner, velocista tedesca (Magonza, n. 1978)

## Wrestler(1)
- Gorgeous George, wrestler statunitense (Butte, n. 1915 - Los Angeles, † 1963)

## Senza attività specificata(2)
- Cosima Wagner, tedesca (Como, n. 1837 - Bayreuth, † 1930)
- Herbert Wagner, ex politico tedesco (Neustrelitz, n. 1948)